# Gagnières
Gagnières is een gemeente in het Franse departement Gard (regio Occitanie). De plaats maakt deel uit van het arrondissement Alès. Gagnières telde op 1 januari 2022 1.095 inwoners.

## Geografie
De oppervlakte van Gagnières bedroeg op 1 januari 2022 11,22 vierkante kilometer; de bevolkingsdichtheid was toen 97,6 inwoners per km².

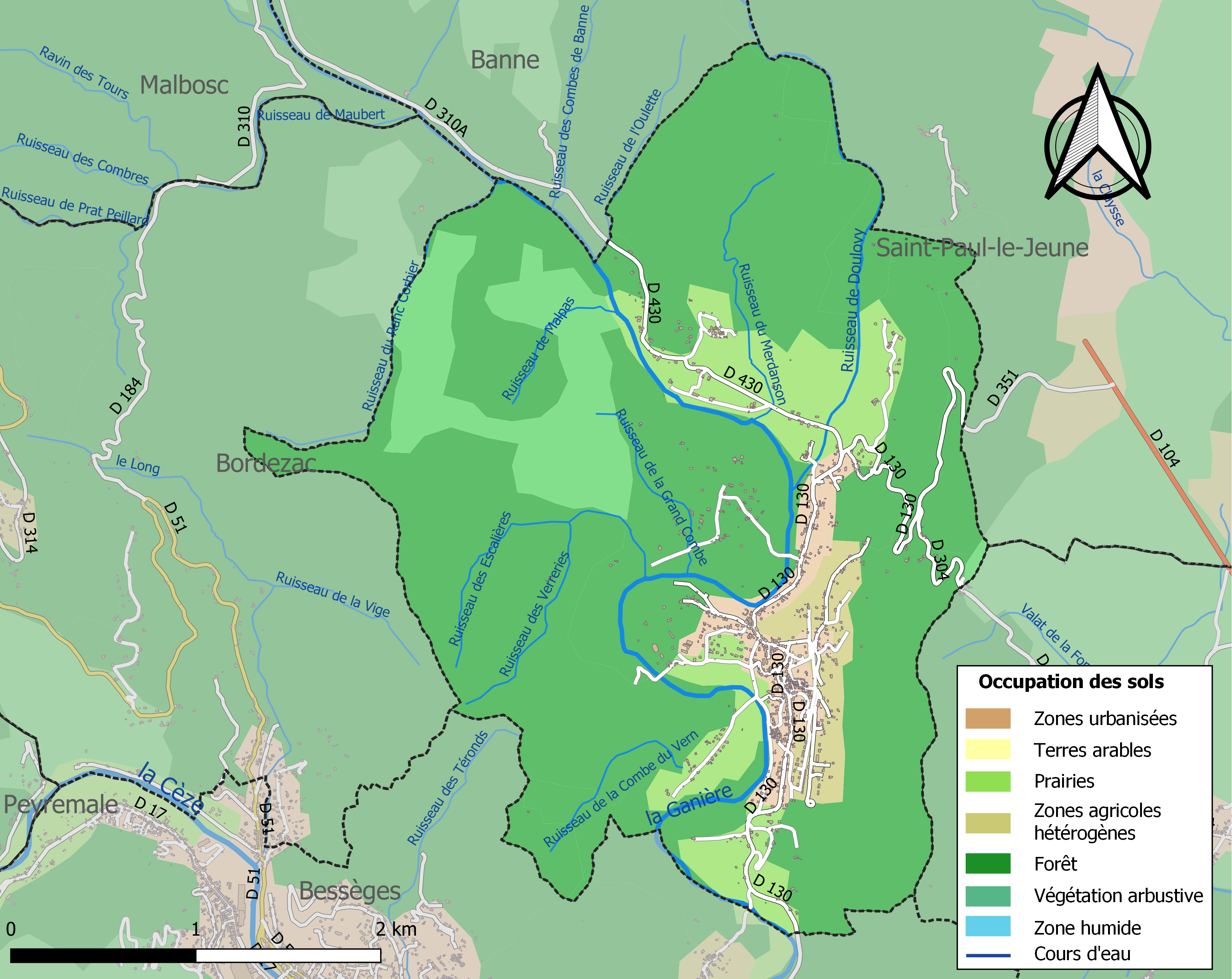
Kaart van de gemeente met belangrijkste infrastructuur, bodemgebruik en omliggende gemeenten

## Demografie
Onderstaande figuur toont het verloop van het inwonertal (bron: INSEE-tellingen).